# Gressbanen
Gressbanen (ook wel Vestre Holmen genoemd) is een multifunctioneel stadion in Oslo, de hoofdstad van Noorwegen.
Dit stadion werd gebouwd in een tijd dat er nog weinig tot geen voetbalvelden waren in Noorwegen. Onder andere Macken W. Aas, en andere spelers van de voetbalclub Mercantile Ski- og Fotballklubb namen het initiatief om op een stuk grond, Vestre Holmen, een stadion met grasveld te bouwen. Holmen is nu een wijk van Oslo. Het stadion werd geopend op 1 september 1918. In het stadion is plaats voor 1200 toeschouwers. In het stadion ligt een kunstgrasveld.
De voetbalclub IF Ready maakt gebruik van dit stadion. In de zomer wordt het veld vooral gebruikt voor voetbalwedstrijden. In de winter voor wintersporten, zoals Bandy. Twee keer werd in dit stadion de finale van de Noorse voetbalbeker gespeeld. Dat gebeurde voor het eerst in 1920 en daarna in 1921.

## Interlands
| Voetbalinterlands | Voetbalinterlands | Voetbalinterlands       | Voetbalinterlands | Voetbalinterlands   | Voetbalinterlands |
| №                 | Datum             | Wedstrijd               | Uitslag           | Competitie          | Toeschouwers      |
| ----------------- | ----------------- | ----------------------- | ----------------- | ------------------- | ----------------- |
| 1                 | 29 juni 1919      | Noorwegen – Zweden      | 4–3               | vriendschappelijk   | 14.000            |
| 2                 | 31 augustus 1919  | Noorwegen – Nederland   | 1–1               | vriendschappelijk   | 14.000            |
| 3                 | 21 september 1919 | Noorwegen – Denemarken  | 3–2               | vriendschappelijk   | 12.000            |
| 4                 | 13 juni 1920      | Noorwegen – Denemarken  | 1–1               | vriendschappelijk   | 14.000            |
| 5                 | 27 juni 1920      | Noorwegen – Zweden      | 0–3               | vriendschappelijk   | 14.000            |
| 6                 | 25 mei 1921       | Noorwegen – Finland     | 3–2               | vriendschappelijk   | 14.000            |
| 7                 | 19 juni 1921      | Noorwegen – Zweden      | 3–1               | vriendschappelijk   | 15.000            |
| 8                 | 24 september 1922 | Noorwegen – Zweden      | 0–5               | vriendschappelijk   | 15.000            |
| 9                 | 17 juni 1923      | Noorwegen – Finland     | 3–0               | vriendschappelijk   | 12.000            |
| 10                | 21 juni 1923      | Noorwegen – Zwitserland | 2–2               | vriendschappelijk   | 10.000            |
| 11                | 16 september 1923 | Noorwegen – Zweden      | 2–3               | vriendschappelijk   | 14.000            |
| 12                | 15 juni 1924      | Noorwegen – Duitsland   | 0–2               | vriendschappelijk   | 6.000             |
| 13                | 14 september 1924 | Noorwegen – Denemarken  | 1–3               | Noord Kampioenschap | 15.000            |
| 14                | 7 juni 1925       | Noorwegen – Finland     | 1–0               | vriendschappelijk   | 12.000            |
| 15                | 23 augustus 1925  | Noorwegen – Zweden      | 3–7               | Noord Kampioenschap | 15.000            |
| 16                | 19 september 1926 | Noorwegen – Denemarken  | 2–2               | Noord Kampioenschap | 15.000            |
| 17                | 26 juni 1927      | Noorwegen – Zweden      | 3–5               | Noord Kampioenschap | 10.000            |

## Afbeeldingen

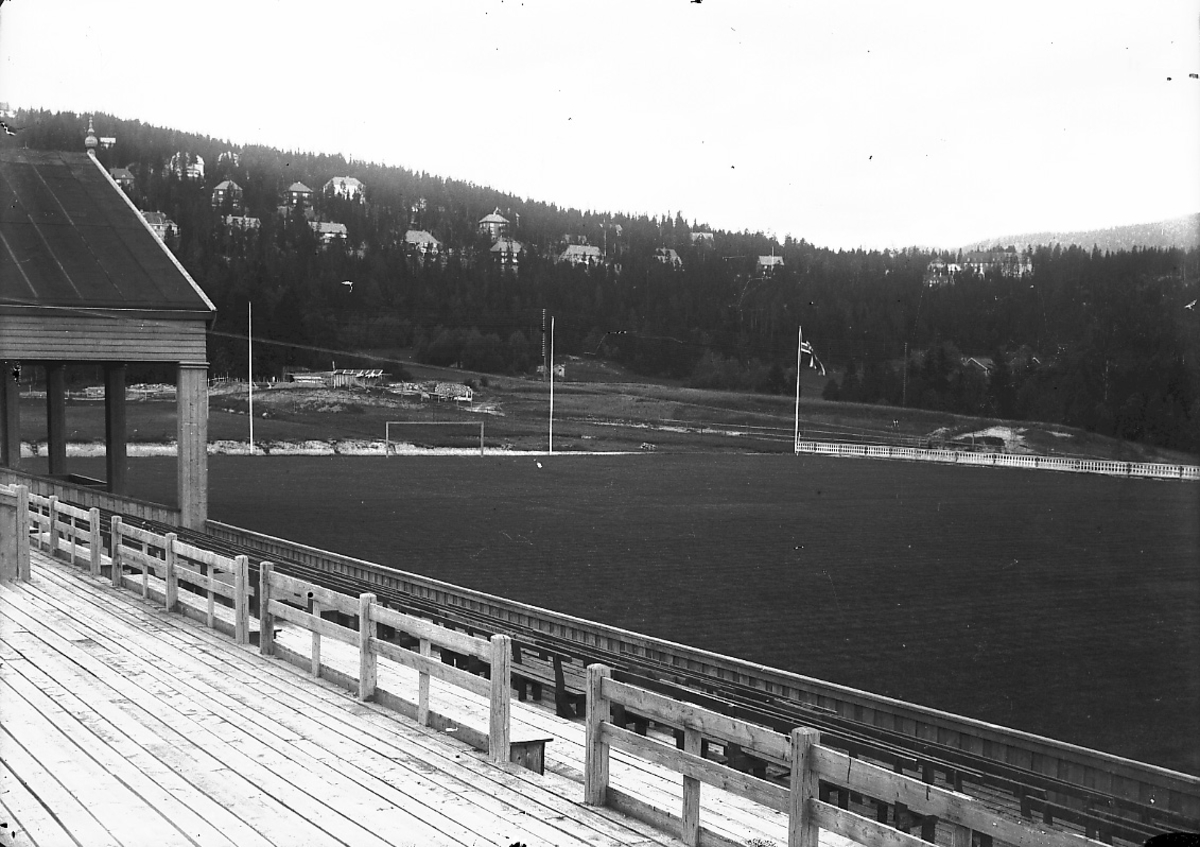
Het stadion in 1918.
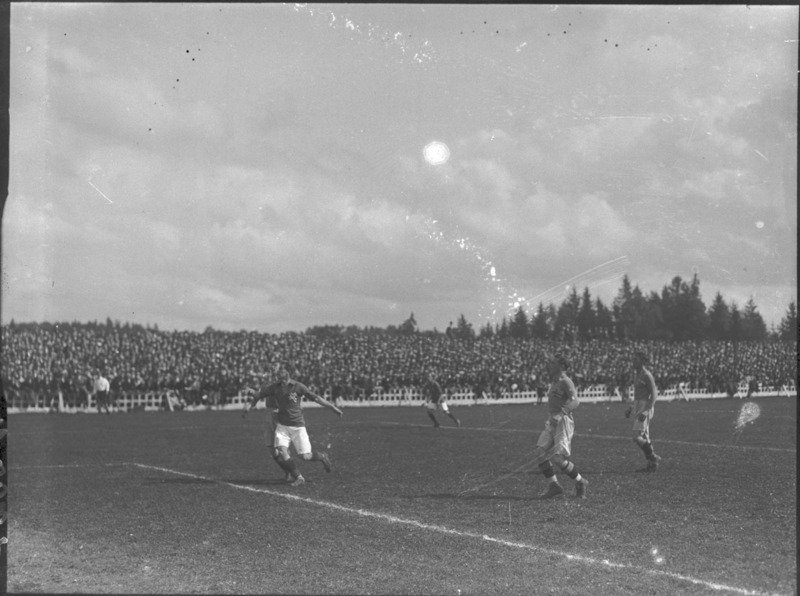
Een voetbalwedstrijd in 1925.
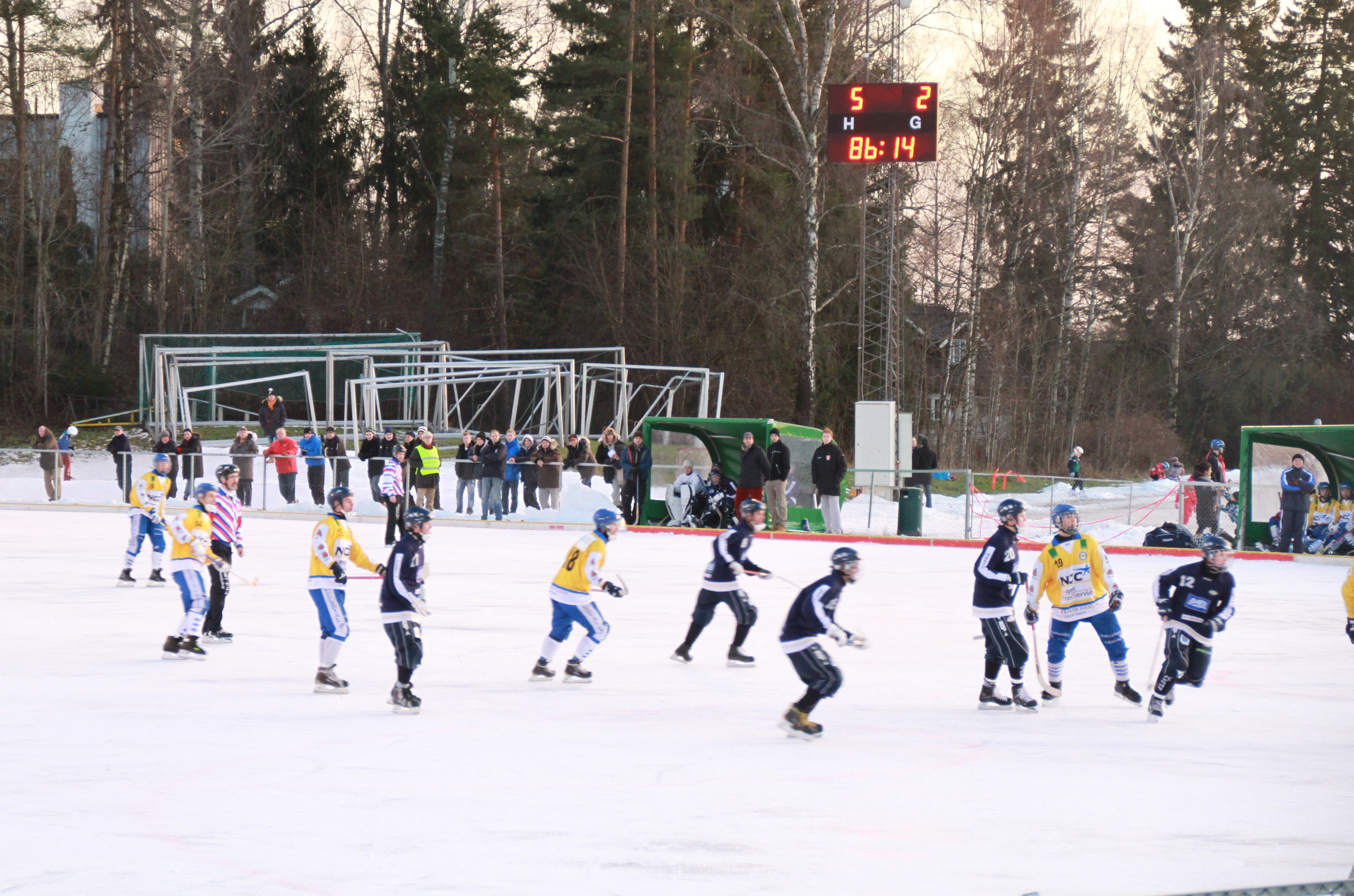
Het stadion in 2011 tijdens een wedstrijd Bandy